# Devil (canción de CLC)
«Devil» es una canción grabada por el grupo femenino surcoreano CLC, escrita por Seo Ji-eum, Yeeun, Mich Hansen, Peter Wallevik, Daniel Davidsen, Phil Plested y Lauren Aquilina. Fue lanzada el 6 de septiembre de 2019 por Cube Entertainment como un sencillo digital. Un vídeo musical de la canción también fue lanzado el 6 de septiembre.

## Antecedentes y composición
«Devil» es el tercer regreso de CLC en 2019 después de «No» en enero, sencillo principal de su octavo EP titulado No.1; y «Me» en mayo. El grupo, que había enviado fuertes e imponentes mensajes de empoderamiento desde Black Dress a principios del año 2018, ahora presentó una versión mucho más juvenil. La canción habla de una sensibilidad retro moderna, que contiene una advertencia final sobre no aguantar más a ningún duro oponente en la vida. Yeeun, miembro del grupo, participó como una de las escritoras de la canción. Una poderosa y juvenil coreografía fue dirigida por Star System.

## Lanzamiento
El 28 de agosto, se reveló que CLC volvería el 6 de septiembre con su segundo sencillo digital de ese año, titulado «Devil». Un adelanto de la letra se estuvo lanzando del 30 de agosto al 1 de septiembre. Las imágenes conceptuales se publicaron el 2 y 3 de septiembre, y los vídeos musicales en forma de teasers se lanzaron al día siguiente.
La canción fue lanzada a través de varios portales de música, incluyendo Melon, iTunes y Spotify.

## Vídeo musical
Un vídeo musical fue lanzado junto con el sencillo el 6 de septiembre. En este vídeo, las miembros se muestran amenazándose maravillosamente entre sí usando accesorios espeluznantes con la advertencia directa dada por la letra. También agrega elementos a la atmósfera con trajes coloridos que muestran la personalidad de cada integrante y trajes negros intensos.

## Promoción
CLC presentó «Devil» por primera vez el 8 de septiembre de 2019 en el programa Inkigayo, luego el 10 de septiembre en The Show, después el 13 de septiembre en Music Bank, luego el 14 de septiembre en Show! Music Core y el 19 de septiembre de 2019 en el programa de televisión M! Countdown. La promoción continuó durante tres semanas más, repitiendo sus presentaciones en estos programas de música de Corea del Sur.
El 20 de septiembre, CLC presentó la canción en el programa Simply K-Pop de Arirang TV.

## Rendimiento comercial
La canción alcanzó el puesto número 7 en la lista de canciones digitales mundiales de EE. UU., después de vender más de 1.000 copias, cinco meses después del lanzamiento oficial. Esto se atribuyó a la incorporación tardía de la canción a las plataformas digitales estadounidenses hacia finales de febrero de 2020.

## Reconocimientos

### Listas
| Publicación | Lista                                        | Ranking | Ref.   |
| ----------- | -------------------------------------------- | ------- | ------ |
| BuzzFeed    | 30 mejores vídeos musicales de k-pop del año | 25      | [ 20 ] |

## Posicionamiento en listas
| Lista (2020)                             | Mejor posición |
| ---------------------------------------- | -------------- |
| USA (World Song Digital Sales Billboard) | 7              |

## Historial de lanzamiento
| País          | Fecha                   | Formato                    | Sello              | Ref.   |
| ------------- | ----------------------- | -------------------------- | ------------------ | ------ |
| Corea del Sur | 6 de septiembre de 2019 | Descarga digital streaming | Cube Entertainment | [ 21 ] |
| Varios        | 6 de septiembre de 2019 | Descarga digital streaming | Cube Entertainment | [ 21 ] |